# Funktionalismus (Internationale Beziehungen)
Der Funktionalismus ist eine Theorie innerhalb der Internationalen Beziehungen, nach der das Zusammenwachsen von Staaten über die Delegation staatlicher Souveränität zugunsten über- oder zwischenstaatlicher Institutionen erfolgt. Dabei werden einzelne Politikbereiche (functions, tasks) schrittweise – meist über internationale Abkommen – miteinander verschmolzen oder koordiniert. Die Akteure des Integrationsgeschehens sind im Funktionalismus die technischen Eliten, die in den funktionalen Agenturen respektive supranationalen Organisationen wirken.

## Begriffsherkunft
Funktionalismus leitet sich von „Funktion“ ab, also von politischer, technischer, wirtschaftlicher oder sonstiger Zweckerfüllung: Er ist ergebnisorientiert und pragmatisch. Der Ursprung des funktionalistischen Denkens ist nicht völlig geklärt. Einige meinen, dass er aus dem politischen Idealismus der Zwischenkriegszeit entstanden sei, dessen Exponenten etwa Woodrow Wilson oder Norman Angell waren. Andere hingegen verweisen auf den liberalen Institutionalismus.

## Richtungen
Man unterscheidet üblicherweise den Ur- oder Alt-Funktionalismus des Briten David Mitrany (1943) sowie den Neo-Funktionalismus des Deutsch-Amerikaners Ernst B. Haas (1958). Haas wiederum fußte auf der Einigungsmethode des Franzosen Jean Monnet – der sogenannte Gemeinschaftsmethode, die 1950–52 zur Gründung der Europäischen Montanunion führte. Monnet gilt als genialer Praktiker des Funktionalismus bzw. als der Pionier der europäischen Einigung.

## Das funktionalistische Credo (Mitrany)
Das sogenannte Credo des (älteren) Funktionalismus lautet form follows function: Es lohne nicht, Integrationsprojekte akribisch nach normativen Zielen zu planen – man solle mit technokratischen Lösungen anfangen – die richtigen institutionellen und vertraglichen Lösungen würden sich aus  den situativen Funktionserfordernissen ergeben. Folgerichtig lehnte David Mitrany den Föderalismus ab, der in seinem Streben nach konstitutionellen Festlegungen entweder illusionistisch oder gar schädlich sei, da er das Problem des Machtstaats selbst im Erfolgsfall durch Konstruktion eines größeren Staates nur auf eine höhere Ebene verschiebe. Mitrany vertrat im Gegensatz dazu einen Ansatz, der dem Streben nach tendenziell losen aber überregionalen ausgreifenden Verbindungen in einer Weltgesellschaft entsprach, deren Festigkeit durch ihre sachliche Notwendigkeit gesichert werden würde. Seine Zielinstitutionen waren pragmatische Vereinigungen wie etwa der Weltpostverein, die International Labour Organization (ILO) im Rahmen des Völkerbunds, aber auch die Rheinschifffahrtsakte oder internationale Kartelle, in der technokratische Eliten sachorientierte Lösungen finden könnten. Er ging davon aus, dass die Grenzen dieser Vereinigungen durch die Erfordernisse ihrer Arbeit eingeschränkt vorgegeben seien, so dass keine Gefahr durch deren eventuelle Machtansprüche drohe.

## Die Gemeinschaftsmethode resp. der Funktionalismus-Föderalismus (Monnet)
Jean Monnets Gemeinschaftsmethode ging darüber jedoch hinaus: Er legte Wert auf die Stiftung starker  supranationaler Zentralinstanzen durch verpflichtungsfähige Verträge. Die Hohe Behörde der Montanunion war ein Musterbeispiel für die von ihm angestrebte hohe Supranationalität. Monnet vertrat einen kontinentaleuropäischen Funktionalismus, der Festlegungen und Garantien suchte. Monnets Paradigmen waren die straff organisierten kriegswirtschaftlichen Bedarfs-Agenturen der Weltkriege.

## Der Neofunktionalismus (Haas und andere)
Der Neofunktionalismus ist die wissenschaftliche Nachbereitung der Gemeinschaftsmethode und die Fortentwicklung des Funktionalismus. Er betont stark die Bedeutung selbständiger supranationaler Agenturen für die bewusste Fortschreibung von Integration und unterscheidet sich darin stark vom klassischen Funktionalismus. Er ist anders als dieser  auch noch heute von Bedeutung. Er hat die Theorien der Internationalen Beziehungen resp. die Theorien europäischer Integration um wichtige Begriffe wie „Spill-Over-Effekt“ bereichert. Dadurch gelang es ihm, eine Erklärung für die Ausbreitung von supranationalen Regelungsmechanismen und den damit verbundenen Machtzuwachs supranationaler Organe wie der EU-Kommission anzubieten.

## Besonderheiten gegenüber anderen Theorien der internationalen Beziehungen
Der klassische Funktionalismus ist ein entschiedener Gegenentwurf zum   Realismus Hans Morgenthaus, der in den Staaten die entscheidenden Akteure der internationalen Politik erblickt. Beide Theorie-Strömungen sind bezeichnenderweise fast gleichzeitig entstanden (1943/50 zu 1948).
Der weiterentwickelte Neo-Funktionalismus richtet sich gegen die Grundvorstellungen des staatszentrierten Intergouvernementalismus, von dem er sich in der Bewertung der Rolle der Regierungen unterscheidet.
Die Einigungsmethode des Alt-Funktionalismus ist die eines bottom-up im Gegensatz zu dem gegenteiligen Prinzip des top-down in der normativen Theorie des Föderalismus, wodurch sich diese beiden Konzepte als Integrationsmethoden diametral unterscheiden.